# Đế quốc Parthia
Đế chế Parthia hay còn được gọi là Đế chế Arsaces (247 TCN – 224 CN) (tiếng Việt trong một số tài liệu Phật giáo còn dịch Parthia là An Tức) là một quốc gia của người Iran ở Trung Đông, có nền chính trị và quân sự phát triển mạnh, và là đối thủ đáng gờm của Đế quốc La Mã trên miền đất này. Đế quốc này do vua Arsaces I sáng lập, gắn liền với nhà Arsaces  có nguồn gốc từ Parthia (đại khái ở tây bộ Khurasan, thuộc miền đông bắc Iran). Sau đó là một satrap (tỉnh) trong cuộc nổi loạn chống lại đế chế Seleukos. Mithridates I của Parthia (cai trị: 171-138 TCN) đã mở rộng đế chế bằng cách chiếm lấy Media (thuộc phía Tây Bắc Iran) và Lưỡng Hà từ vương quốc Seleukos. Vào thời kì đỉnh cao, Đế quốc Parthia trải dài từ phía bắc của sông Euphrates, nay là phía đông Thổ Nhĩ Kỳ, tới phía đông Iran. Đế quốc này nằm án ngữ trên con đường tơ lụa nối liền Đế chế La Mã ở lưu vực Địa Trung Hải với Nhà Hán ở Trung Quốc, và vì thế nó nhanh chóng trở thành một trung tâm thương mại và mậu dịch.
Là triều đại lấn chiếm đất và kế tục nhà Seleukos cùng với một số diadochi (sứ quân của Macedonia - Hy Lạp) khác, các vị vua Parthia, khác với các diadochi, đã trở thành triều đại bản xứ của dân Iran, mặc dù họ yêu thích nền văn minh Hy Lạp đến mức tự nhận là philhellenes (bạn của những người Hy Lạp) trên những đồng tiền mà họ ban hành. Các vị vua chấp nhận nghệ thuật, kiến trúc, niềm tin tôn giáo, và huy hiệu hoàng gia của đế chế có văn hóa không đồng nhất của họ, bao gồm các nền văn hóa của Ba Tư, Hy Lạp và văn hóa khu vực. Khoảng nửa đầu của sự tồn tại của đế chế, triều đình nhà Arsaces đã thông qua các yếu tố văn hóa Hy Lạp, mặc dù cuối cùng đã có sự hồi sinh dần dần của truyền thống Iran. Các nhà vua triều đại Arsaces đã sử dụng danh hiệu là "Vua của các vua", như một tuyên bố là người thừa kế thực sự Đế chế Achaemenes (triều đại đầu tiên của người Ba Tư (nay thuộc Iran) được biết đến trong lịch sử), họ chấp nhận nhiều vị vua địa phương như các chư hầu lệ thuộc, hay là các phó vương, và sẽ phải do chính quyền Trung ương chỉ định, mặc dù phần lớn đều tự trị, Triều đình đã chỉ định một số lượng nhỏ các phó vương, chủ yếu là bên ngoài Iran, nhưng các satrap này nhỏ hơn và ít mạnh mẽ hơn so với những người cai trị địa phương dưới thời Achaemenes. Với việc mở rộng quyền lực của nhà Arsaces, chính quyền trung ương đã chuyển từ Nisa, Turkmenistan tới Ctesiphon dọc theo sông Tigris (phía nam Baghdad, Iraq), mặc dù một số nơi khác cũng từng là kinh đô.
Những kẻ thù đầu tiên của đế quốc Parthia là vương quốc Seleukos ở phía tây và người Scythia ở phía đông. Tuy nhiên, vì Parthia mở rộng về phía tây, họ bước vào cuộc xung đột với Vương quốc Armenia, và cuối cùng Cộng hòa La Mã. La Mã và Parthia đã cạnh tranh với nhau nhằm biến các vị vua của Armenia trở thành chư hầu của họ. Người Parthia đã đánh bại Marcus Licinius Crassus trong trận Carrhae vào năm 53 trước Công nguyên, và trong năm 40-39 trước Công nguyên, lực lượng Parthia đã chiếm được toàn bộ vùng Cận Đông - ngoại trừ Týros - từ tay của người La Mã. Sau đó, Marcus Aurelius đã tiến hành một cuộc phản công chống lại Parthia, tuy nhiên những thành công của ông ta thường có được chỉ khi ông ta vắng mặt, dưới sự lãnh đạo của tạm quyền của Ventidius. Ngoài ra, một số hoàng đế La Mã cũng đã tiến hành xâm chiếm Lưỡng Hà trong các cuộc chiến tranh La Mã-Parthia diễn ra sau đó. Người La Mã chiếm được thành phố Seleucia và Ctesiphon nhiều lần trong những cuộc xung đột. Tuy vậy, những cuộc nội chiến giữa những thế lực tranh giành ngai vàng của Parthia lại tỏ ra nguy hiểm hơn so với mối đe dọa đến từ các thế lực ngoại xâm, và quyền lực của Parthia biến mất khi Ardashir I, vua chư hầu của Estakhr ở Fars, nổi dậy chống lại triều đại Arsaces và giết chết vị vua cuối cùng của họ, Artabanus IV, trong năm 224 CN. Ardashir đã thành lập Đế chế Sassanid, cai trị Iran và phần lớn vùng Cận Đông cho đến khi những cuộc chinh phục Hồi giáo xảy ra vào thế kỷ thứ VII, mặc dù vậy triều đại Arsaces vẫn tồn tại thông qua triều đại Arsaces của Armenia, triều đại Arsaces của Iberia, và triều đại Arsaces của Albania Kavkaz; Tất cả đều là các dòng thứ của nhà Arsaces ở Parthia.
Các văn tự bản địa của người Parthia, được viết bằng tiếng Parthia, tiếng Hy Lạp và các ngôn ngữ khác, lại rất hiếm khi so sánh với các văn tự của nhà Achaemenid và Sassanid. Ngoài những tấm bảng viết bằng chữ hình nêm còn sót lại rải rác, những mảnh vỡ Ostracon, các bản khắc đá, tiền xu drachma, và một vài ghi chép trên giấy da, phần lớn lịch sử Parthia chỉ được biết đến thông qua các nguồn đến từ bên ngoài. Chủ yếu đến từ các tác phẩm lịch sử của người Hy Lạp và La Mã, ngoài ra còn trong cả những tác phẩm của người Trung Quốc, thông qua mong muốn thúc đẩy một liên minh chống lại người Hung Nô của Triều đại Nhà Hán.

### Nguồn gốc và sự hình thành

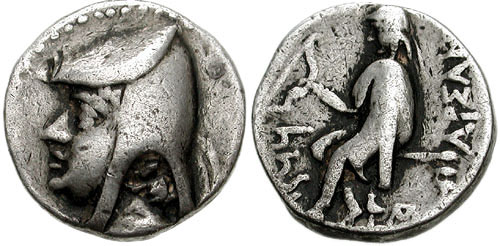
Đồng drachma bạc của Arsaces I của Parthia (cai trị 247–211 trước Công nguyên) với một dòng chữ Hy Lạp với tên của ông (ΑΡΣΑΚΟΥ)

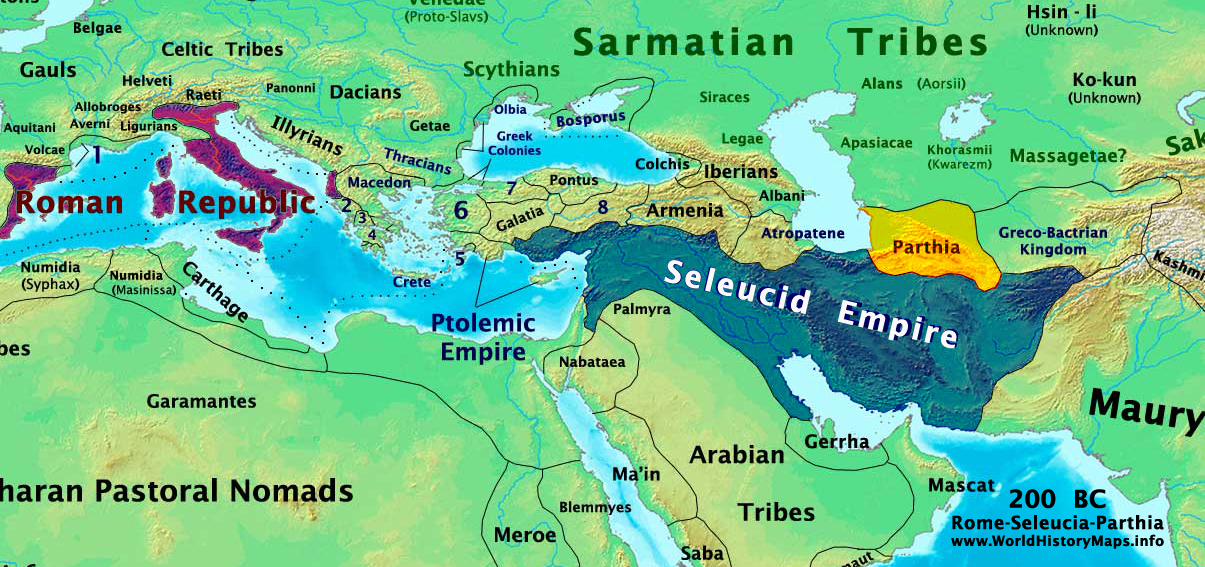
Parthia, được tô màu vàng đậm, nằm sát cạnh đế quốc Seleukos (xanh) và Cộng hòa La Mã (màu tía) vào khoảng năm 200 TCN

### Xâm chiếm và củng cố

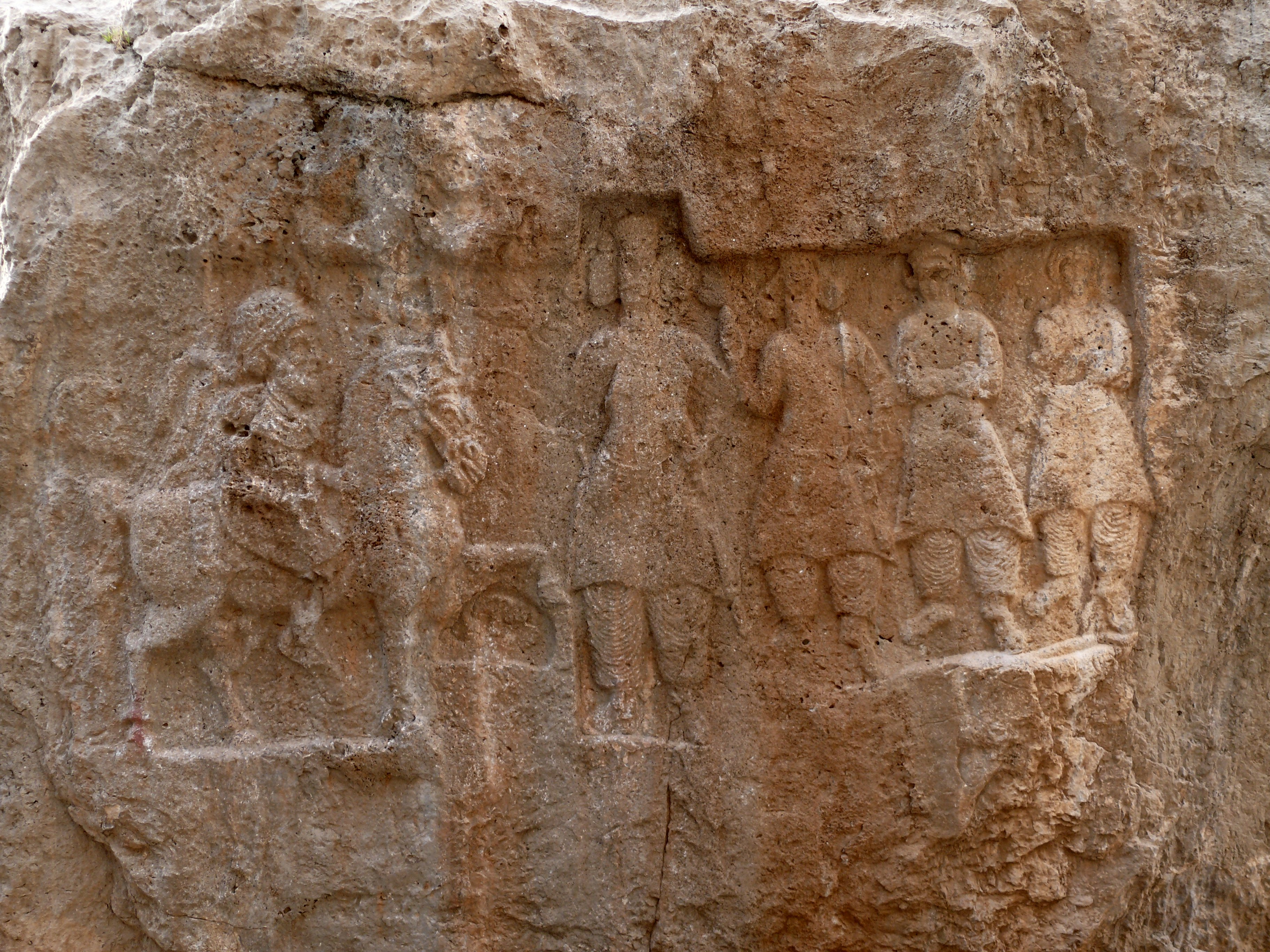
Phù điêu chạm khắc trên vách đá của vua Mithridates I (cai trị: 171–138 trước Công nguyên), tại Kong-e Ashdar, thành phố Izeh, tỉnh Khūzestān, Iran

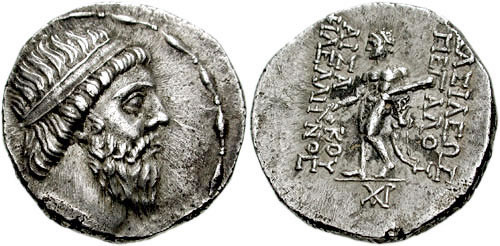
Drachma của Mithridates I của Parthia, cho thấy ông có râu và đội vương miện hoàng gia trên đầu mình

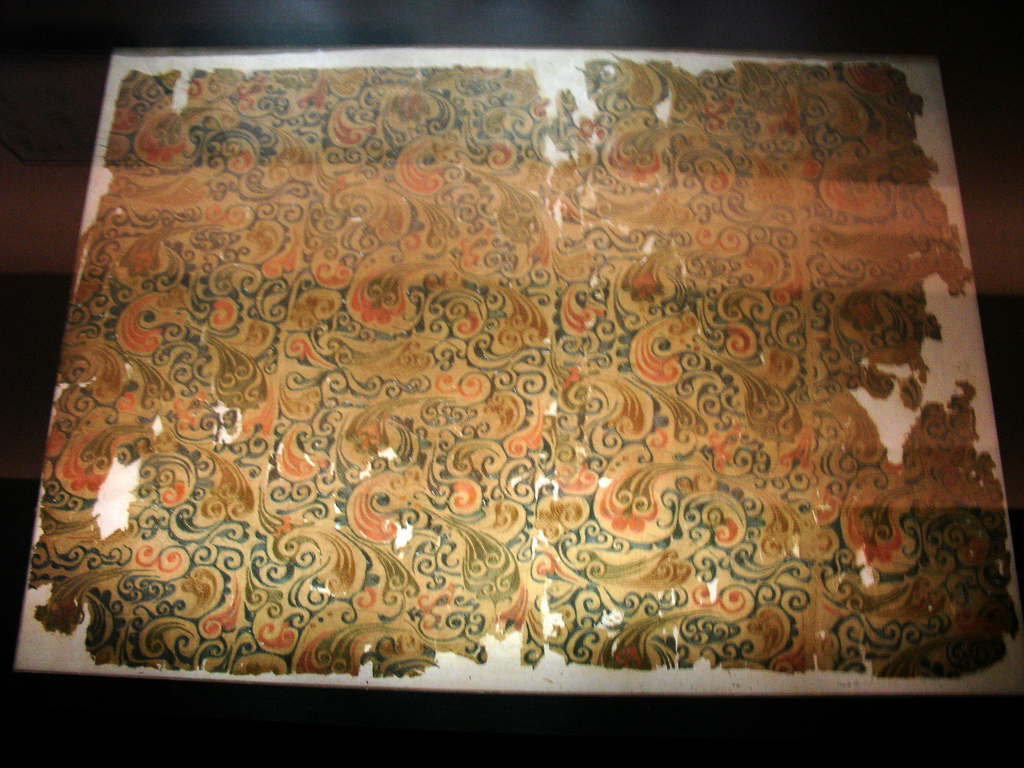
Tấm vải lụa Trung Quốc từ Mã Vương Đôi, thế kỷ II TCN, Triều đại Nhà Hán;

### La Mã và Armenia

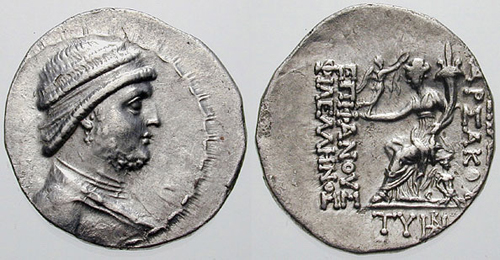
Drachma của Mithridates II của Parthia (cai trị: 124–90 TCN)

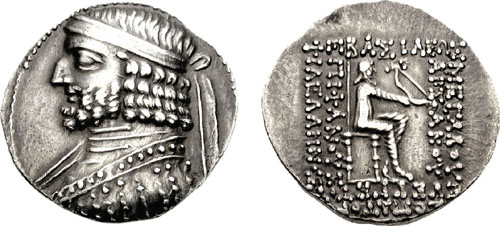
Drachma của vua Orodes I (cai trị. 90–80 TCN)

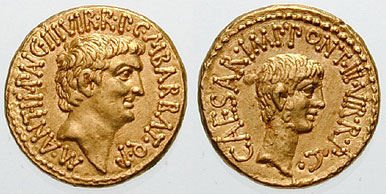
Đồng aurei của La Mã in hình chân dung của Marcus Antonius (trái) và Octavianus (phải), được phát hành vào năm 41 TCN để kỷ niệm việc thành lập chế độ Tam Hùng lần thứ hai của bộ ba Octavianus, Antonius và Marcus Lepidus trong năm 43 TCN

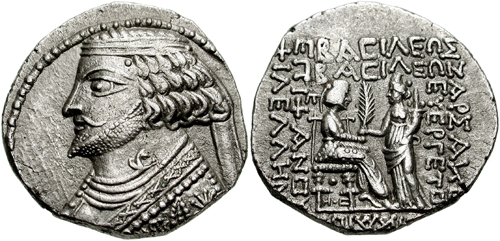
Drachma của Phraates IV của Parthia (cai trị 38–2 TCN)

### Hòa bình với La Mã, âm mưu triều đình và sự giao thiệp với Trung Quốc

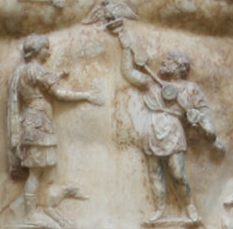
Một cái nhìn cận cảnh trên ngực trên bức tượng Augustus tại Prima Porta, cho thấy một người đàn ông Parthian dâng lên Augustus "con đại bàng" vốn bị Marcus Licinius Crassus đánh mất tại Carrhae

## Lịch sử